# Felice Pasquale Bacciocchi
Felice Pasquale Bacciocchi, fyrste af Lucca (født 8. maj 1762, død 27. april 1841, Rom) var en officer i den franske hær. 

## Privatliv
Han blev gift med Napoleon Bonapartes søster Elisa Maria Bonaparte i 1797. Parret fik 4 børn, hvoraf de tre overlevede barndommen:
- Felice Napoleon (1798–1799)
- Elisa Napoleona (1806–1869)
- Napoleone Carlo Felice (1826–1853)
- Federico Napoleone (1813–1833)

Napoleon Bonaparte gjorde Bacciocchi til fyrste af Lucca, men uden egentlige beføjelser, der reelt var tildelt hustruen. Parret blev separeret i 1805, hvorefter han flyttede til Rom, hvor han levede et simpelt liv indtil sin død.